# Ungdom i världen, o, sök Guds ljuva frid
Ungdom i världen, o, sök Guds ljuva frid är en sång från 1920 med text och musik av Kaleb Johnson.
Sången trycktes första gången 1945 i Frälsningstoner, häfte 33.

## Publicerad i
- Frälsningsarméns sångbok 1968 som nr 699 under rubriken "Barn och ungdom".